# فرایبرگ آم نکار
فرایبرگ آم نکار (به آلمانی: Freiberg am Neckar) یک شهرک و شهر در آلمان است که در منطقه اشتوتگارت واقع شده‌است.

## خصوصیات
فرایبرگ آم نکار ۱۵٬۶۶۱ نفر جمعیت دارد.

## خواهرخوانده
شهرهای Soisy-sous-Montmorency، ارزین، رسواین و Újhartyán خواهرخوانده‌های فرایبرگ آم نکار هستند.